# Grandes Mestras das Artes
Grandes Mestras das Artes é uma obra de referência de 2003 montada e editada pela historiadora de arte Jordi Vigué, sobre mulheres pintoras ao longo dos tempos.
O prefácio do livro declara sua motivação de preencher as "lagoas de esquecimento e opiniões contraditórias" sobre a arte feminina. Nele, a autora confessa de imediato as dificuldades de lidar com um assunto tão amplo, mas depois de um breve panorama das mulheres pintoras ao longo dos tempos, estabelece-se na seguinte lista de mulheres, em que cada verbete inclui algumas ilustrações:

## Lista das mulheres no livro
| Name                           | Nationality                                                      | Date of birth                    | Date of death         | Image | Listed on page |
| ------------------------------ | ---------------------------------------------------------------- | -------------------------------- | --------------------- | ----- | -------------- |
| Catharina van Hemessen         | Netherlands                                                      | 1528                             | 1600s                 |       | 33             |
| Sofonisba Anguissola           | Italy                                                            | 1535s                            | 1625-11-16            |       | 39             |
| Lucia Anguissola               | Duchy of Milan                                                   | 1536                             | 1565                  |       | 45             |
| Lavinia Fontana                |                                                                  | 1552-08-24                       | 1614-08-11            |       | 49             |
| Barbara Longhi                 | Italy                                                            | 1552-10-01                       | 1638-12-23            |       | 55             |
| Fede Galizia                   | Duchy of Milan                                                   | 1578                             | 1630                  |       | 59             |
| Artemisia Gentileschi          |                                                                  | 1593-07-08                       | 1653 1652             |       | 65             |
| Clara Peeters                  | Dutch Republic Southern Netherlands                              | 1594                             | 1657                  |       | 71             |
| Giovanna Garzoni               |                                                                  | 1600                             | 1670                  |       | 77             |
| Michaelina Wautier             | Spanish Netherlands                                              | 1604                             | 1689                  |       | 91             |
| Anna Maria van Schurman        | Dutch Republic Belgium                                           | 1607-11-05                       | 1678-05               |       | 81             |
| Judith Leyster                 | Netherlands                                                      | 1609-07-28                       | 1660-02-10            |       | 85             |
| Louise Moillon                 | France                                                           | 1610                             | 1696-12-20            |       | 97             |
| Josefa de Óbidos               | Portugal Spain                                                   | 1630-02-20                       | 1684-07-22            |       | 103            |
| Maria van Oosterwijck          | Dutch Republic                                                   | 1630-08-20                       | 1693-11-12            |       | 109            |
| Mary Beale                     | Kingdom of England                                               | 1633-03-26                       | 1699                  |       | 115            |
| Elisabetta Sirani              |                                                                  | 1638-01-08                       | 1665-08-25            |       | 119            |
| Maria Sibylla Merian           | Dutch Republic                                                   | 1647-04-02                       | 1717-01-13            |       | 125            |
| Rachel Ruysch                  | Netherlands                                                      | 1664-06-03                       | 1750-08-12            |       | 129            |
| Rosalba Carriera               | Republic of Venice                                               | 1675-10-07                       | 1757-04-15            |       | 135            |
| Angelica Kauffman              | Switzerland United Kingdom of Great Britain and Ireland          | 1741-10-30                       | 1807-11-05            |       | 141            |
| Anne Vallayer-Coster           | France United Kingdom of Great Britain and Ireland Great Britain | 1744-12-21                       | 1818-02-28            |       | 147            |
| Adélaïde Labille-Guiard        | France                                                           | 1749-04-11                       | 1803-04-24            |       | 153            |
| Marie-Victoire Lemoine         | France                                                           | 1754                             | 1820-12-02            |       | 159            |
| Élisabeth Louise Vigée Le Brun | France                                                           | 1755-04-16                       | 1842-03-30            |       | 163            |
| Marguerite Gérard              | France                                                           | 1761-01-28                       | 1837-05-18            |       | 173            |
| Marie-Gabrielle Capet          | France                                                           | 1761-09-06                       | 1818-11-01            |       | 169            |
| Constance Mayer                | France                                                           | 1774-03-09 1775                  | 1821-05-26            |       | 177            |
| Marie-Éléonore Godefroid       | France                                                           | 1778-06-20                       | 1849-06               |       | 183            |
| Rosa Bonheur                   | France                                                           | 1822-03-16                       | 1899-05-25            |       | 187            |
| Lilly Martin Spencer           | United States of America                                         | 1822-11-26                       | 1902-05-22            |       | 193            |
| Sophie Gengembre Anderson      | France United Kingdom of Great Britain and Ireland               | 1823                             | 1903-03-10            |       | 197            |
| Elizabeth Siddal               | United Kingdom                                                   | 1829-07-25                       | 1862-02-11            |       | 203            |
| Marianne North                 | United Kingdom of Great Britain and Ireland                      | 1830-10-24                       | 1890-08-30            |       | 209            |
| Joanna Mary Boyce              | United Kingdom of Great Britain and Ireland                      | 1831-12-07                       | 1861-07-15            |       | 215            |
| Rebecca Solomon                | United Kingdom of Great Britain and Ireland                      | 1832-09-26                       | 1886-11-20            |       | 219            |
| Elizabeth Jane Gardner         | United States of America                                         | 1837-10-04                       | 1922-01-28            |       | 223            |
| Marie Bracquemond              | France                                                           | 1840-12-01                       | 1916-01-17            |       | 227            |
| Berthe Morisot                 | France                                                           | 1841-01-14                       | 1895-03-02            |       | 233            |
| Emma Sandys                    | United Kingdom                                                   | 1843                             | 1877-11               |       | 239            |
| Lucy Madox Brown               | United Kingdom of Great Britain and Ireland                      | 1843-07-19                       | 1894-04-12            |       | 243            |
| Kitty Lange Kielland           | Norway                                                           | 1843-10-08                       | 1914-10-01            |       | 247            |
| Mary Cassatt                   | United States of America                                         | 1844-05-22                       | 1926-06-14            |       | 251            |
| Fanny Churberg                 | Grand Duchy of Finland                                           | 1845-12-12                       | 1892-05-10            |       | 257            |
| Anna Boch                      | France Belgium                                                   | 1848-02-10                       | 1936-02-25            |       | 263            |
| Eva Gonzalès                   | France                                                           | 1849-04-19                       | 1883-05-05            |       | 267            |
| Laura Theresa Alma-Tadema      | United Kingdom of Great Britain and Ireland                      | 1852-04-16                       | 1909-08-15            |       | 273            |
| Cecilia Beaux                  | United States of America                                         | 1855-05-01                       | 1942-09-17            |       | 287            |
| Evelyn De Morgan               | United Kingdom of Great Britain and Ireland                      | 1855-08-30                       | 1919-05-02            |       | 277            |
| Suze Robertson                 | Kingdom of the Netherlands                                       | 1855-12-17                       | 1922-10-18            |       | 283            |
| Elizabeth Forbes               | United Kingdom of Great Britain and Ireland                      | 1859-12-29                       | 1912-03-16            |       | 299            |
| Marianne von Werefkin          | Russian Empire <no value>                                        | 1860-09-10                       | 1938-02-06            |       | 305            |
| Marie Bashkirtseff             | Russian Empire France                                            | 1860-11-11                       | 1884-10-31            |       | 293            |
| Mary Lizzie Macomber           | United States of America                                         | 1861-08-21                       | 1916-02-04            |       | 311            |
| Elin Danielson-Gambogi         | Finland                                                          | 1861-09-03                       | 1919-12-31            |       | 315            |
| Suzanne Valadon                | France                                                           | 1865-09-23                       | 1938-04-07            |       | 325            |
| Margaret MacDonald             | United Kingdom United Kingdom of Great Britain and Ireland       | 1865-11-05                       | 1933-01-10 1933-01-07 |       | 321            |
| Louise De Hem                  | Belgium                                                          | 1866-12-10                       | 1922-11-22            |       | 331            |
| Käthe Kollwitz                 | Weimar Republic Germany                                          | 1867-07-08                       | 1945-04-22            |       | 335            |
| Frances MacDonald              | United Kingdom of Great Britain and Ireland                      | 1873-08-24                       | 1921-12-12            |       | 341            |
| Paula Modersohn-Becker         | German Empire Germany                                            | 1876-02-08                       | 1907-11-30            |       | 347            |
| Lluïsa Vidal                   | Spain                                                            | 1876-04-02                       | 1918-10-18            |       | 353            |
| Gabriele Münter                | Germany                                                          | 1877-02-19                       | 1962-05-19            |       | 359            |
| Helen McNicoll                 | Canada                                                           | 1879-12-14                       | 1915-06-27            |       | 365            |
| Natalia Goncharova             | Russian Empire France                                            | 1881-06-21 1881-06-04 1881-07-03 | 1962-10-17            |       | 369            |
| Sonia Delaunay                 | France                                                           | 1885-11-14 1885                  | 1979-12-05 1979       |       | 381            |
| Olga Rozanova                  | Russian Empire Russian Soviet Federative Socialist Republic      | 1886-06-21                       | 1918-11-07            |       | 375            |
| Georgia O'Keeffe               | United States of America                                         | 1887-11-15                       | 1986-03-06            |       | 387            |
| Lyubov Popova                  | Soviet Union Russian Empire                                      | 1889-04-24                       | 1924-05-25            |       | 393            |
| Tamara de Lempicka             | Russian Empire Poland                                            | 1898-05-16                       | 1980-03-18            |       | 399            |
| Alice Neel                     | United States of America                                         | 1900-01-28                       | 1984-10-13            |       | 405            |
| Frida Kahlo                    | Mexico                                                           | 1907-07-06                       | 1954-07-13            |       | 411            |
| Leonor Fini                    | Argentina                                                        | 1908-08-30                       | 1996-01-18            |       | 421            |
| Lee Krasner                    | United States of America                                         | 1908-10-27                       | 1984-06-19            |       | 417            |
| Nell Blaine                    | United States of America                                         | 1922-07-10                       | 1996-11-14            |       | 427            |
| Helen Frankenthaler            | United States of America                                         | 1928-12-17 1928-12-12            | 2011-12-27            |       | 431            |
| Faith Ringgold                 | United States of America                                         | 1930-10-08                       |                       |       | 437            |
| Montserrat Gudiol              | Spain                                                            | 1933-06-09 1933-09-06            | 2015-12-25            |       | 443            |
| Judy Chicago                   | United States of America                                         | 1939-07-20                       |                       |       | 449            |
| Emilia Castañeda Martínez      | Spain                                                            | 1943-11-07                       |                       |       | 455            |
| Glòria Muñoz                   | Spain                                                            | 1949-08-12                       |                       |       | 461            |
| Jenny Saville                  | United Kingdom                                                   | 1970                             |                       |       | 467            |